# Kenyas historia
Kenyas historia behandlar historien för de områden som idag är den afrikanska staten Kenya.

## Förhistoria
Fossila fynd i östra Afrika visar på att primater strövade omkring vid den kenyanska sjön Turkanasjön för över 20 miljoner år sedan. Antagligen levde Homo habilis och Homo erectus, föregångare till vår art Homo sapiens i och kring nuvarande Kenya under Pleistocen. 1984 gjorde en anmärkningsvärd upptäckt Turkanasjön berömd då paleantropologer fann ett 1,6 miljoner gammalt Homo erectus-skelett.

## Tidig historia

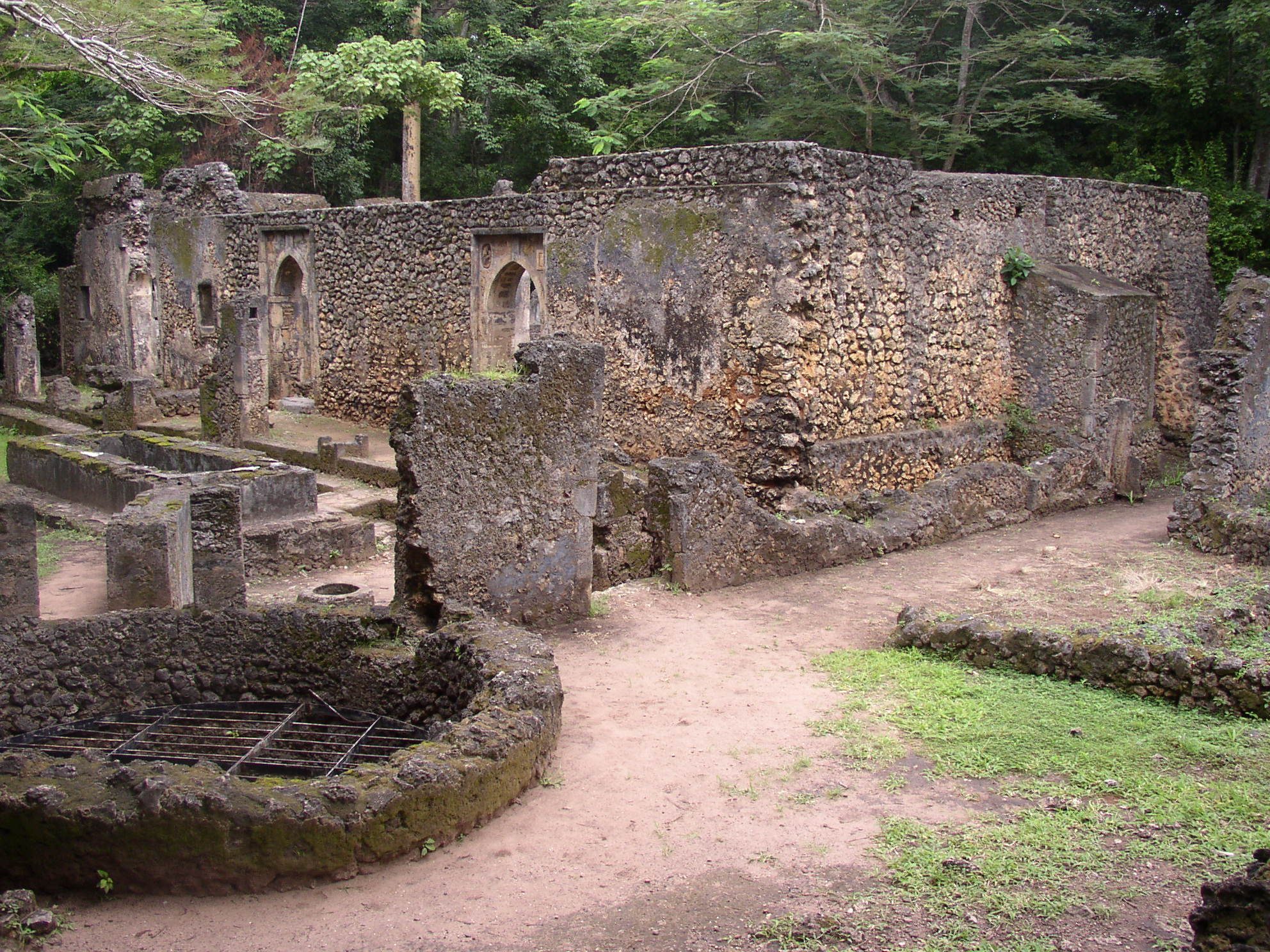
1200-talsruiner i Gede.

Östafrika var hemvist för några av människans allra tidigaste förfäder. I södra Kenya och vid Olduvai på andra sidan gränsen mot Tanzania har man funnit cirka 2 miljoner år gamla lämningar efter människor.
Det nuvarande Kenya blev tidigt en mötesplats för många olika folkslag som bantu, niloter, nilohamiter och kushiter. Kushitisktalande folk från norra Afrika flyttade till området kring 2000 f.Kr. Arabiska handlare färdades över området runt 1000 e.Kr. Handeln med fjärran östern var god och handlare kom såväl från arabstater som från Zanzibar. De viktigaste handelsvarorna var elfenben och slavar. 
Under medeltiden var Luo den stora makten öster om Victoriasjön, i nuvarande Nyanzaprovinsen. Luoriket bestod av flera stora klaner där de största var Sahkarierna av Kano, Jaramogi av Ugenya och Owuor av Kisumo. Genom giftermål och handel knöt klanerna sig nära samman och undersökning av genetiska DNA-strukturer visar att alla moderna östafrikanska grupper bär spår av luofolket.
Längs kusten fanns åtminstone sedan 1000-talet flera stadsstater och små handelsriken med kontakter tvärs över Indiska oceanen, bland dem Lamu, Mombasa, Songo Mnara och Kilwa Kisiwani. Kustrikena var under medeltiden periodvis koloniserade av Oman, Zanzibar eller Portugal. De olika smårikena bands samman genom handel, ett gemensamt språk, swahili och så småningom en gemensam swahilikultur.
Medan swahilikulturen blomstrade på kusten uppstod flera mindre riken och hövdingadömet i inlandet. I sydväst dominerade luokulturen, i nordväst luhya, i centrala delarna av landet kikuyu, embu och ameru och i östra inlandet kamba.
Under 1800-talet stärkte massajerna sin position i centrala och södra Kenya och upprättade ett rike där, som dock var på nergång där britterna avancerade inåt landet under 1800-talets slut.

## Kolonialismen

### Brittiska Östafrika
Innan koloniseringen av Kenya var dess inland relativt okänt för omvärlden, medan kustområdena var väl kända genom århundraden av handelsförbindelser. De första européerna i landets inre var tyska missionärer som verkade i Kenya under 1800-talet. Nuvarande Kenya kom under brittiskt kolonialvälde 1895 som en del av protektoratet Brittiska Östafrika. Den ugandiska järnvägen byggdes mellan Mombasa och Uganda. Europeiska nybyggare fick rätt till jord som inte brukades eller beboddes av afrikaner, och snart fick européer även rätt att ta jord från afrikanerna. Detta skedde främst på Kenyas högland där bland annat kaffe, bomull och vete odlades med afrikansk arbetskraft. Det ledde till våldsamma protester, följda av blodiga vedergällningsattacker vid flera tillfällen.
I praktiken kan Brittiska Östafrika sägas ha varit mer indiskt än brittiskt, eftersom de indiska nybyggarna var fler än de vita, rupien var betalningsmedel och kolonialdomstolarna tillämpade indisk lag. Rädslan för att bli utmanövrerade av indierna ledde de vita kolonisatörerna att kräva att moderlandet att Brittiska Östafrika skulle omvandlas till kronkoloni. I Storbritannien var man å sin sida rädda för ett nytt "Boston teaparty, och att kolonisatörerna skulle utropa en fristat i Östafrika, vilken kan förklara både att större delen av protektoratet upphöjdes till koloni 1920, och att parlamentet inte vidtog några åtgärder mot den rasistiska apartheidliknande regim som byggdes upp av nybyggarna.

### Brittiska kronkolonin Kenya
1920 blev större delen av Brittiska Östafrika en kronkoloni under namnet Kenya (namnet togs från landets högsta berg, Mount Kenya, och skrevs ursprungligen "Kenia"). En bit av Jubaland avyttrades 1924 till Italienska Somaliland.
Samma år som Kenya blev en koloni organiserade kikuyu- och luofolket proteströrelser och Kikuyu Central Association grundades. Jomo Kenyatta for till Storbritannien 1929 för att tala för ursprungsbefolkningens rättigheter, men utan någon framgång.   Efter andra världskriget växte missnöjet och en gerillarörelse växte fram, Mau-Mau-rörelsen. 1952 infördes undantagstillstånd och de närmsta året befann sig kolonialmakten i krig med gerillarörelsen. Politisk aktivitet förbjöds och undantagstillståndet hävdes först 1955. 

## Självständighetstiden
Efter en lång kamp blev landet självständigt 12 december 1963 och blev republik året därpå. Den förste presidenten och frihetskampshjälten Jomo Kenyatta ledde Kenya från självständigheten tills han avled 1978, då presidentposten övertogs av Daniel arap Moi. 1982 gjorde det regerande Kenya African National Union (KANU) sig själva till det enda legala partiet. Oppositionen förtrycktes och polisen tilläts gå hårt fram mot motståndare till regimen. Tortyrkamrarna i Nyayo House i Nairobi blev snart en symbol för förtrycket.
Moi kämpade hårt mot den politiska liberalisering som till slut kom 1991, men oppositionen var splittrad och lyckades inte välja bort KANU vid valen 1992 och 1997. Dessa val utmärktes av våld och valfusk, men anses ändå i allmänhet ha speglat folkets vilja. President Moi avgick 2002 efter rättvisa och fredliga val. Mwai Kibaki, som var presidentkandidat för en enad oppositionsgrupp, Nationella Regnbågskoalitionen, besegrade då KANU:s kandidat Uhuru Kenyatta, son till Jomo Kenyatta.

### Valen 2007
Den 27 december 2007 hölls nästa parlaments- och presidentval. President Kibaki kandiderade då för Partiet för Nationell enighet. Hans främste utmanare var Raila Odinga från Orangea Demokratiska rörelsen. Odinga hade i de flesta opinionsundersökningar före valet en ledning med 4–6 procentenheter och när valresultaten började räknas samman såg han och hans parti också ut att gå mot en klar valseger. 
I början ledde Odinga kraftigt med cirka tio procent. När publicerandet av nya resultat avbröts under lördagen den 29 december ledde Odinga med 38 000 röster, sedan 180 av 210 valkretsar räknats. 
Därefter svängde läget snabbt, president Kibakis röstsiffror steg i takt med anklagelserna om valfusk.
Valkommissionen höll under söndagen en presskonferens där man hävdade att president Kibaki fått 4 584 721 röster och utmanaren Raila Odinga 4 352 993 röster. Raila Odinga höll en egen presskonferens där en medlem av regeringens valkommission trädde fram och avslöjade att det förekommit omfattande valfusk på högsta nivå.
Sedan Mwai Kibaki avlagt presidenteden utbröt oroligheter runt om i landet.
Tiotusentals människor drevs på flykt och många dödsfall inträffade i västra Kenya, där oppositionen har ett starkt fäste. Minst 35 människor, i alla åldrar, brändes på nyårsdagen till döds i en kyrka, där de tagit sin tillflykt utanför staden Eldoret. Offren kom främst från folkgruppen kikuyu, där president Mwai Kibaki har sin väljarbas.

### Uhuru Kenyatta vid makten sedan 2013
Uhuru Kenyatta valdes till president 2013 trots att han då stod åtalad för brott mot mänskligheten av en internationell domstol.  Presidentvalet i augusti 2017 underkändes av Högsta domstolen, som krävde att det skulle göras om. Kenyatta segrade klart i det omval som hölls i oktober samma år och som bojkottades av oppositionen. De politiska spänningarna i landet fortsätter att vara starka, men våren 2018 försonades presidenten med sin främsta politiska rival, Raila Odinga.